# Eucopia panayensis
Eucopia panayensis is een kreeftachtigensoort uit de familie van de Eucopiidae. De wetenschappelijke naam van de soort is voor het eerst geldig gepubliceerd in 1991 door Bacescu.